# Prison Fellowship International
Prison Fellowship International é uma organização não governamental (ONG) internacional de ajuda humanitária cristã evangélica não-denominacional, que oferece grupos de estudos bíblicos em prisão, programas de patrocínio de crianças para filhos de prisioneiros e programas de  reabilitação. Sua sede é em Washington D.C., Estados Unidos e seu presidente é Andy Corley.

## História
A organização tem origem na organização Prison Fellowship, que visa apoiar prisioneiros, fundada em 1976 por Charles Colson, um ex-político preso por envolvimento em caso Watergate.  ·  Em novembro de 1978, uma reunião foi realizada na Grã-Bretanha para a formação de uma antena britânica e para dar uma dimensão internacional à organização.  Prison Fellowship International é oficialmente fundada em 1979.  Em 2012, a ONG trabalha em 110 países.  Em 2022, a ONG está trabalhando em 112 países. 

## Programas
Para prisioneiros, são oferecidos grupos de estudos bíblicos.  Para os filhos de prisioneiros, há programas de patrocínio de crianças que fornecem apoio à educação e à saúde.  Para o  reabilitação de prisioneiros, programas de justiça restaurativa estão disponíveis. 